# Giuliano Nicolini
Giuliano Nicolini (25. März 1913 in Stresa – 6. April 1945 im KZ-Außenlager Unterlüß) war ein italienischer Vinologe und Offizier der italienischen Streitkräfte, der von den Nationalsozialisten ermordet wurde.

## Leben
Nicolini absolvierte ein Studium der Agrartechnik und Önologie an der Regia Scuola di viticoltura ed enologia in Alba. Er arbeitete im Familienbetrieb, einer Weinhandlung.
Als Angehöriger des faschistischen Besatzungsheeres nahm er im Zweiten Weltkrieg im Range eines Infanterieleutnants an Kämpfen in Albanien und Montenegro teil. Am 1. Januar 1943 wurde er zum Hauptmann, befördert. Nach der Machtübernahme Hitlers in Norditalien im September 1943 zählte er zu jenen italienischen Soldaten, die nicht bereit waren, sich freiwillig auf die Seite des NS-Regimes zu stellen. Er wurde in Haft genommen. „Es folgte eine via crucis in einer Reihe von Internierungs- und Konzentrationslagern“: Stalag 307 in Dęblin-Irena (im heutigen Polen), Wesuwe, Oberlangen und Stalag X-B in Sandbostel (alle in Niedersachsen), dann Kriegsgefangenenlager Stalag XD 310 und schließlich ein Außenlager des KZ Bergen-Belsen. Er war einer der 44 Helden von Unterlüß. Er war infolge der Widerstandsakte der italienischen Militärgefangenen schutzlos Kälte, Hunger und bis zu elf Stunden täglich Schwerstarbeit ausgesetzt.
Er wurde am 6. April 1945 im KZ-Außenlager Unterlüß vom NS-Regime ermordet.

## Rückkehr in die Heimat
In den frühen 1950er Jahren wurde sein Leichnam exhumiert und in seine Heimatstadt überführt. Dort wurde er unter großer Anteilnahme der Bevölkerung am Kommunalfriedhof von Stresa bestattet.

## Ehrungen und Gedenken

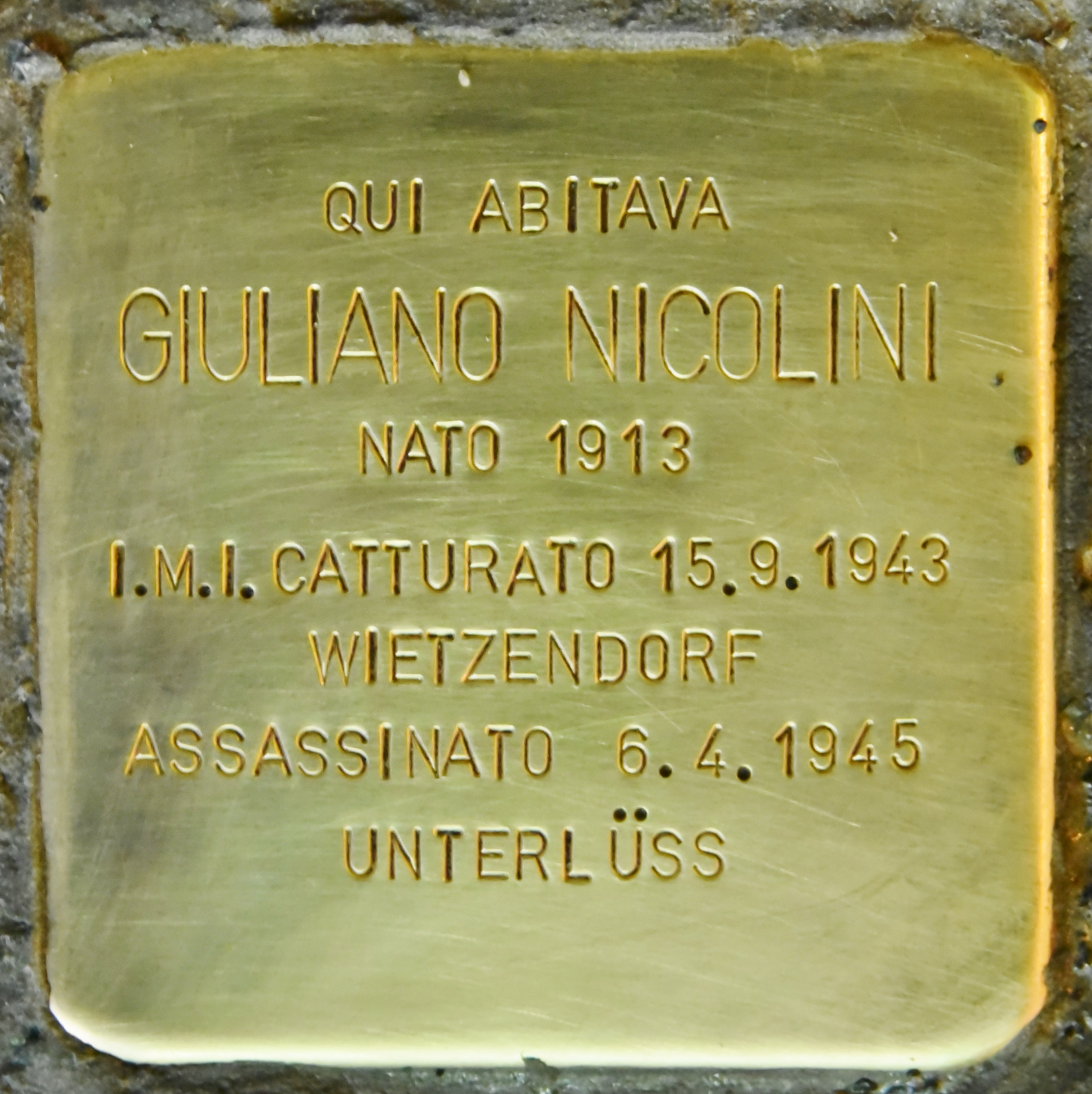
Stolperstein für Giuliano Nicolini

Am 25. April 1972 ehrte ihn die Stadt Mailand als Märtyrer für die Freiheit. 1974 anerkannte ihn das Regionalparlament des Piemont als „Politischen Häftling in den NS-Konzentrationslagern und Kämpfer für die Freiheit“. Im Februar 2015 wurde er in Avigliana mit der Medaglia d’Argento al Valor Militare ausgezeichnet, der italienische Tapferkeitsmedaille in Silber. Am 2. Juni 2015 wurde ihm postum die Medaglia d'onore ai cittadini italiani deportati e internati nei lager nazisti 1943-1945 verliehen, die Ehrenmedaille für italienische Staatsbürger, die in den Jahren 1943 bis 1945 in NS-Konzentrationslager deportiert und interniert waren.
Am 17. Januar 2016 wurde vor seinem ehemaligen Wohnsitz in Stresa, in einer kleinen Privatstraße nahe der Piazza Possi, ein Stolperstein zum Gedenken an Nicolini verlegt.